# Garaillon
Le Garaillon est un ruisseau du Sud-Ouest de la France ; c'est un affluent de l'Auvignon, donc un sous-affluent de la Garonne.

## Géographie
De 55,7 km de longueur, le Garaillon prend sa source à Saint-Orens-Pouy-Petit dans le Gers et se jette dans l'Auvignon à Condom, dans le Gers.

## Département et communes traversés
- Gers : Saint-Orens-Pouy-Petit, Béraut, Caussens, Condom.

## Principaux affluents
- Le ruisseau de Lassos : 2,5 km
- Le ruisseau de Corne : 0,8 km